# Pterostylis crassa
Pterostylis crassa är en orkidéart som först beskrevs av David Lloyd Jones, och fick sitt nu gällande namn av G.N.Backh. Pterostylis crassa ingår i släktet Pterostylis och familjen orkidéer.
Artens utbredningsområde är Victoria i Australien. Inga underarter finns listade i Catalogue of Life.